# Braai

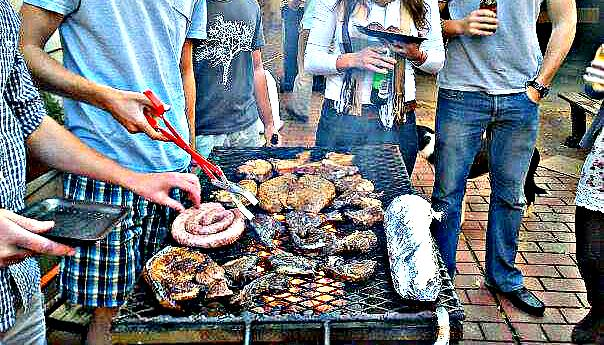
Een traditionele Zuid-Afrikaanse braai boven een open kolenvuur

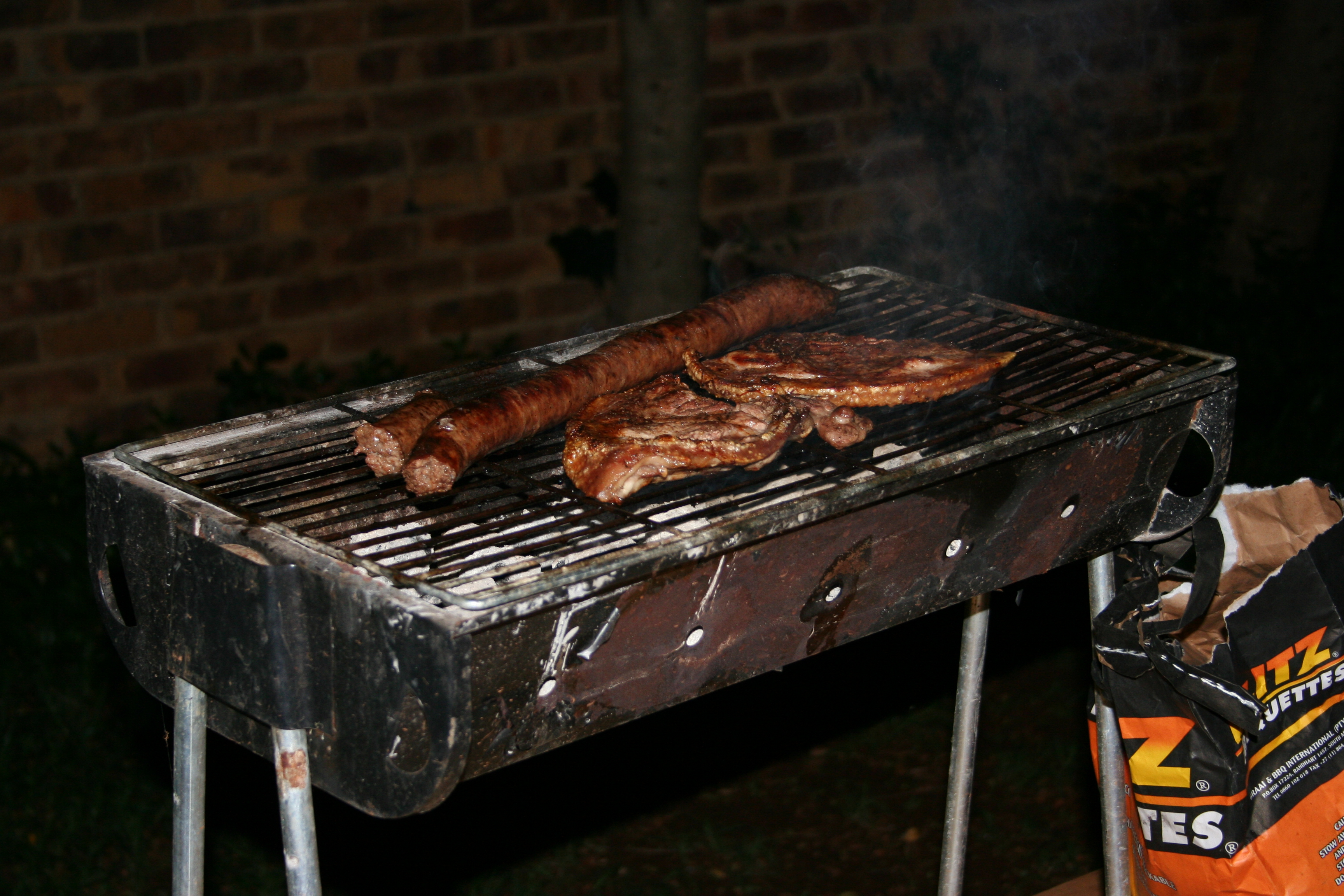
Een typische braai met boerewors en koteletten

Een braai is een typisch Zuid-Afrikaanse sociale gelegenheid die zich afspeelt rond de gelijknamige barbecue en die van oorsprong uit de Afrikanercultuur komt maar tegenwoordig in heel zuidelijk Afrika plaatsvindt. Op de braai worden Zuid-Afrikaanse gerechten als boerewors, sosatie en mielies gegrild. Ook vlees zoals biefstuk, kip, varkenskarbonades, schapenvlees en lamskoteletten worden gebarbecued.
Op 24 september wordt in Zuid-Afrika de multiculturele Erfenisdag gevierd, die ook bekendstaat als Nationale Braaidag. Beschermheer van deze dag was aartsbisschop Desmond Tutu.
Ook in België en Nederland wordt een feestelijke barbecue in navolging van het Afrikaans wel een braai genoemd.